# サンハーラ 〜聖なる力〜
「サンハーラ 〜聖なる力〜」（さんはーら 〜せいなるちから〜）は、林原めぐみの40枚目のシングル。2015年10月21日にスターチャイルドから発売された（KICM-3302）。

## 概要
2012年9月に発売された前作「つばさ」より約3年1ヶ月ぶりとなり、デビュー25周年企画第2弾およびアニメ『3×3 EYES』連動プロジェクト始動となるシングル。
パッケージはデジパック仕様で、特典として25周年連動キャンペーン応募券②と三只眼＆无（うー）ステッカーが封入している。ジャケットには、「3×3 EYES」のキャラクター・三只眼をモチーフに、林原の額に第3の目が描かれた写真が使用されている。なお、額の第3の目はボディペインティングを施したものである。

## 収録曲
1. サンハーラ 〜聖なる力〜 [5:48]
作詞：MEGUMI、作曲・編曲：たかはしごう
2. もう一人の私 [4:45]
作詞：MEGUMI、作曲・編曲：たかはしごう
3. raks-ati 〜君を守る〜 [4:57]
作詞：MEGUMI、作曲：西村朋紘・玉麻尚一、編曲：玉麻尚一
  - PlayStation『3×3 EYES 〜転輪王幻夢〜』オープニングテーマ
4. Stay [4:18]
歌：辻谷耕史・林原めぐみ
作詞：木本慶子、作曲・編曲：西岡治彦
  - OVA『3×3 EYES 〜聖魔伝説〜』より
5. サンハーラ 〜聖なる力〜 <OFF VOCAL VERSION> [5:47]
6. もう一人の私 <OFF VOCAL VERSION> [4:44]

## 収録アルバム
| 曲名                    | 収録アルバム                                 | 発売日        | 規格品番        | 備考                     |
| ----------------------- | -------------------------------------------- | ------------- | --------------- | ------------------------ |
| サンハーラ 〜聖なる力〜 | 『Fifty〜Fifty』                             | 2018年3月30日 | KICS-3693       |                          |
| もう一人の私            | 『Fifty〜Fifty』                             | 2018年3月30日 | KICS-3693       | MEGU Versionとして収録。 |
| Stay                    | 『3×3 EYES 聖魔伝説 末裔譜譚詩』             | 1995年7月5日  | KICA-247        |                          |
| Stay                    | 『3×3EYES Blu-ray BOX 特典CD COLLECTION #1』 | 2010年8月4日  | SSX-10175       |                          |
| Stay                    | 『DUO』                                      | 2016年2月3日  | KICS-3346〜3348 |                          |